# Ulrich Jumar

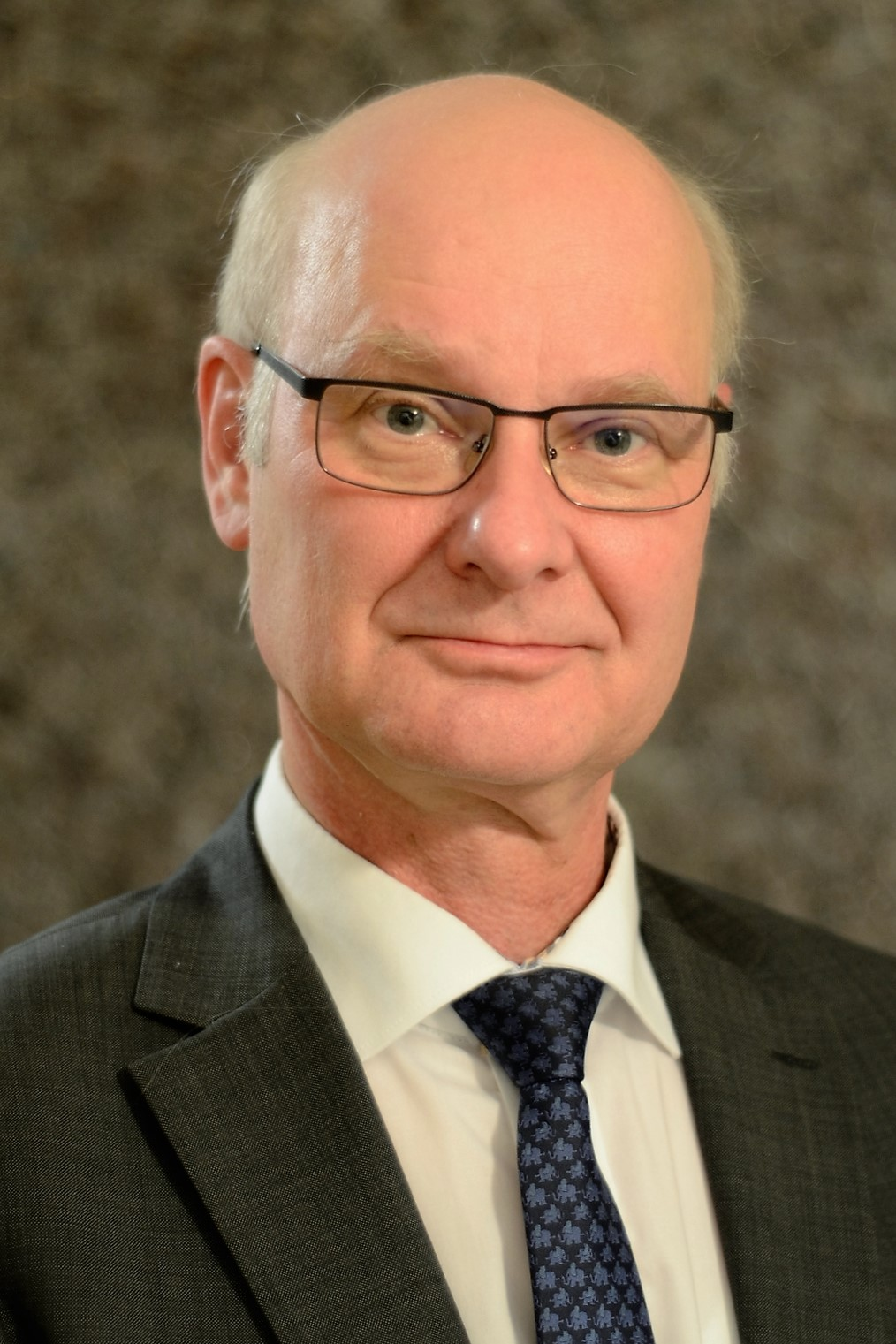
Ulrich Jumar (2016)

Ulrich Jumar (* 9. August 1959 in Magdeburg) ist ein deutscher Ingenieur und Professor für Prozessautomatisierung. Er gehört zu den Pionieren des praxisorientierten Regelungsentwurfs für Mehrgrößensysteme mit innovativen Anwendungen und ist Mitbegründer, Vorstandsvorsitzender und Leiter der außeruniversitären Forschungseinrichtung „Institut für Automation und Kommunikation“ (ifak) in Magdeburg.

## Leben
Ulrich Jumar ist als einziges Kind des promovierten Chemikers Alfred Jumar und der Apothekerin Marie-Luise Jumar, geb. Balzer in Magdeburg geboren und aufgewachsen. Hier besuchte er eine Polytechnische Oberschule und anschließend die Erweiterte Oberschule Humboldt, an der er 1978 das Abitur erworben hat. Unmittelbar nach dem Abitur folgte eine vorübergehende Tätigkeit in der Abteilung Mess- und Regeltechnik der Chemischen und Pharmazeutischen Fabriken „Fahlberg-List“ Magdeburg, die für seine spätere Studienorientierung mitbestimmend war.

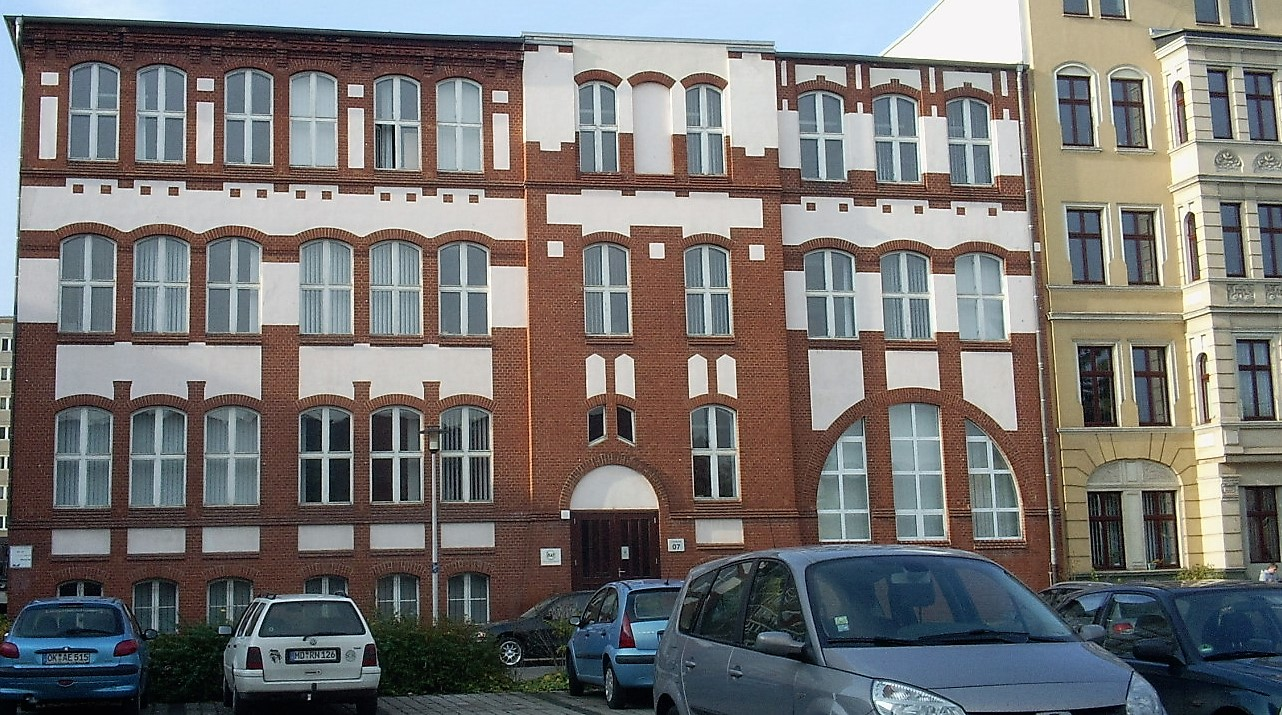
Traditioneller Sitz der Regelungs-/ Automatisierungstechnik auf dem Campus Magdeburg

Von 1978 bis 1983 absolvierte er ein Hochschulstudium in der Grundstudienrichtung Elektroingenieurwesen, Fachrichtung „Technische Kybernetik und Automatisierungstechnik“, an der Technischen Hochschule „Otto von Guericke“ Magdeburg (THM), Sektion Technische Kybernetik und Elektrotechnik (TK/ET). Er wählte die Vertiefungsrichtung Regelungstechnik, die an der THM bereits seit 1960 existiert (Gründer: Heinrich Wilhelmi).
Seine Studienzeit am Wissenschaftsbereich „Regelungstechnik und Prozesssteuerung“ fällt mit größeren personellen Veränderungen zusammen durch das Ausscheiden von vier Hochschullehrern: Herbert Ehrlich (1975 nach Leipzig), Heinz Töpfer (1978 nach Dresden), Werner Kriesel (1979 nach Leipzig), Siegfried Rudert (1980 verstorben). Als neue Professoren wurden berufen: zunächst 1978 Ulrich Korn auf den Lehrstuhl „Regelungstechnik“ und später 1981 Peter Neumann auf den Lehrstuhl „Geräte und Anlagen der Automatisierungstechnik“. Die Leitung des Wissenschaftsbereiches wechselte 1978 von Heinz Töpfer auf Siegfried Rudert. Zwischen 1980 und 1985 war dann Ulrich Korn in der Nachfolge des unerwartet verstorbenen Siegfried Rudert zugleich als Leiter des Wissenschaftsbereiches tätig; danach übernahm Peter Neumann diese Funktion.
1983 beendete Jumar sein Studium als Diplom-Ingenieur (Dipl.-Ing.) an der THM unter dem Rektorat von Reinhard Kurt Probst in der Sektion Technische Kybernetik und Elektrotechnik mit dem Sektionsdirektor Reinhold Krampitz. In seiner Diplomarbeit hat er sich unter der wissenschaftlichen Anleitung des Professors für Regelungstechnik Ulrich Korn mit Algorithmen zur Mehrgrößenregelung befasst.
Hieran schloss Jumar ein Forschungsstudium am Wissenschaftsbereich Regelungstechnik und Prozesssteuerung an, sein wissenschaftlicher Betreuer war Ulrich Korn. Die Forschungen richteten sich auf das Gebiet der Theorie robuster und selbsteinstellender Regelungen. Die praktische Erprobung seiner Forschungsergebnissen hat Jumar bei einer Industrietätigkeit vorgenommen, die er in dem Betrieb „Petrochemie und Kraftstoffe“ in Schwedt an der Oder durchführte, einem Zentrum der petrochemischen Großindustrie mit Anschluss an eine Erdölpipeline aus der damaligen Sowjetunion, die aus dem heutigen Russland weiterhin gespeist wird.
Im Jahr 1986 erfolgte seine Promotion mit einer unter der Betreuung von Ulrich Korn angefertigten Dissertation über „Robuste Tuning-Mehrgrößenregler mit PI-Charakter“; Verleihung des akademischen Grades Doktor-Ingenieur (Dr.-Ing.) und Erteilung des Gesamturteils „Mit Auszeichnung - summa cum laude“ durch die Fakultät für Technische Wissenschaften der TH Magdeburg (Dekan: Manfred Strümke).
Nach der deutschen Wiedervereinigung wurde der Wissenschaftsbereich Regelungstechnik und Prozesssteuerung unter Mitwirkung von Peter Neumann und Ulrich Korn in das „Institut für Automatisierungstechnik“ (IFAT) überführt und weiter ausgebaut auf etwa 30 Mitarbeiter bei 4 Lehrstühlen.
Im Zeitraum von 1985 bis 1992, der insbesondere auch durch die Wiedervereinigung gekennzeichnet war, erfolgte die Lehr- und Forschungstätigkeit von Jumar als Wissenschaftlicher Mitarbeiter, zuletzt in dem von Peter Neumann und Ulrich Korn neu gegründeten „Institut für Automatisierungstechnik“ (IFAT) der Fakultät für Elektrotechnik an der Technischen Universität „Otto von Guericke“ Magdeburg. Diese Phase konnte Jumar im Jahr 1992 abschließen mit einem Forschungs- und Studienaufenthalt am King´s College der University of London, Department of Electronic and Electrical Engineering. Hier konzentrierte sich  seine Arbeit auf die Thematik „Neue Konzepte zur automatischen Einstellung von Prozessreglern mit Hilfe Künstlicher Neuronaler Netze und Methoden der Fuzzy Logic“, und er führte weiterhin Forschungen zu wissensbasierten Systemen durch.

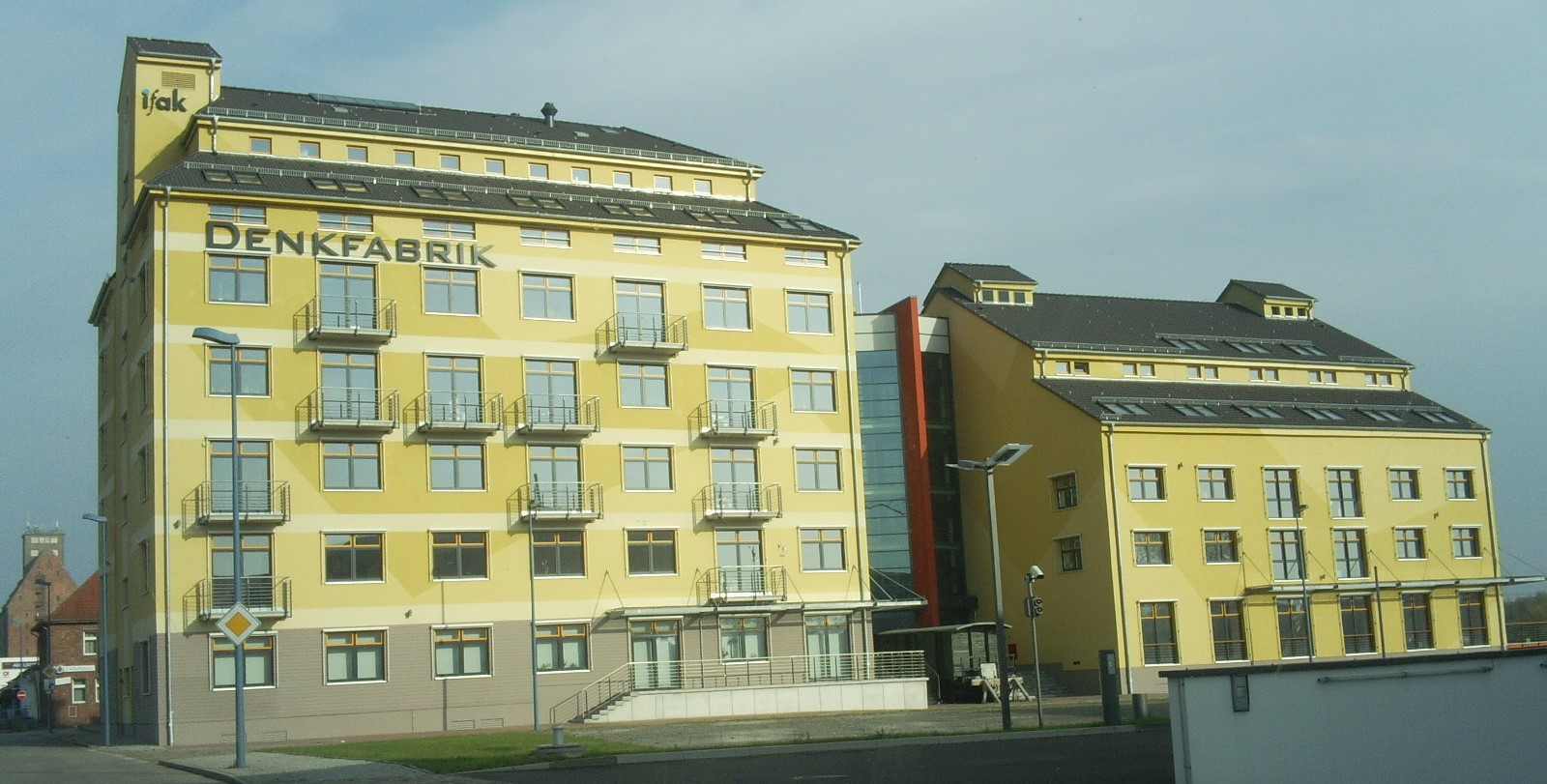
Gebäude des ifak im Wissenschaftshafen Magdeburg

Der anschließende Zeitraum von 1992 bis 2005 war durch seine wissenschaftliche Tätigkeit und leitende Funktionen im außeruniversitären Forschungsinstitut ifak e. V., Magdeburg geprägt:
- Konzeption, Aufbau und Leitung des Bereichs „Regelungs- und Steuerungsentwurf“ (später „Steuerung und Regelung“) mit den Gruppen „Kontinuierliche Systeme“ (später „Umweltinformatik“), „Diskrete Systeme“ (später „Verkehrstelematik“) und „Antriebs- und Energietechnik“,
- Wissenschaftliche Arbeiten zum Regelungs- und Steuerungsentwurf.[5][6] Anwendung der Entwurfsmethoden kontinuierlicher Regelungs- und ereignisdiskreter Steuerungssysteme im Bereich der Prozesstechnik, der Straßenverkehrstechnik und embedded systems für elektromechanische Systeme; Entwicklung und Anwendung modellbasierter Regelungs- und Steuerungskonzepte; Gestaltung einer weitreichenden interdisziplinären Kooperation im universitären und außeruniversitären Forschungsbereich sowie mit Praxisvertretern der genannten Anwendungsschwerpunkte,
- Tätigkeit als Vertreter des Instituts ifak in verschiedenen Fachgremien und Organisationen: Beirats- und Vorstandsmitglied der VDI/VDE-Gesellschaft Mess- und Automatisierungstechnik (GMA), Mitglied in Fachausschüssen der Deutschen Vereinigung für Wasserwirtschaft, Abwasser und Abfall (DWA) und der GMA.

Mit Jahresbeginn 2005 wurde Jumar als Vorstandsvorsitzender und Institutsleiter des ifak gewählt und trat in diesen Funktionen die Nachfolge von Peter Neumann an. In beiden Funktionen wurde Christian Diedrich der Stellvertreter von Jumar. Seit April 2005 ist Jumar gleichzeitig als Honorarprofessor für Prozessautomatisierung an der Otto-von-Guericke-Universität Magdeburg wirksam. Als Leiter des An-Instituts ifak wurde Jumar mit der Bestellung zum Honorarprofessor auf Beschluss des Senats der Universität die korporationsrechtliche Stellung eines beamteten Professors in der Fakultät für Elektrotechnik und Informationstechnik übertragen.
Jumar hat nahezu 100 Publikationen zum Fachgebiet Regelungs- und Automatisierungstechnik sowie durch Mitautorenschaft in Fachbüchern veröffentlicht. Langjährig wirkt Jumar in der wissenschaftlichen Leitung von Tagungsreihen und Kongressen: VDI-Kongress AUTOMATION in Baden-Baden, DWA-Tagung Mess- und Regelungstechnik in abwassertechnischen Anlagen, EKA – Entwurf komplexer Automatisierungssysteme, KOMMA Jahreskolloquium Kommunikation in der Automation, SIMBA-Treffen der deutschsprachigen Simulationsanwender im Bereich abwassertechnischer Systeme.
Im ifak haben neben Ulrich Jumar noch weitere Professoren ihre Wurzeln: Rudolf Mecke (Hochschule Harz, Wernigerode), Anatoli Makarov (Hochschule Magdeburg-Stendal), Stephan Kühne (Hochschule Zittau/Görlitz), René Simon (Hochschule Harz, Wernigerode), Jörg Auge (Hochschule Magdeburg-Stendal), Martin Wollschlaeger (Technische Universität Dresden), Bernd Henning (Universität Paderborn), Robert Hoyer (Universität Kassel), Jürgen Jasperneite (Hochschule OWL, Lemgo) sowie Christian Diedrich (Otto-von-Guericke-Universität Magdeburg).
Ulrich Jumar ist seit 1986 mit der Ärztin Michaela Jumar, geb. Seefeldt verheiratet. Das Ehepaar hat zwei erwachsene Kinder: Tochter Agnes (geb. 1987) und Sohn Richard (geb. 1989).

## Lehrtätigkeit
Die Lehrtätigkeit von Ulrich Jumar an der Otto-von-Guericke-Universität Magdeburg umfasst (Stand 2015):
- Fakultät für Elektrotechnik und Informationstechnik: Vorlesung „Robuste Mehrgrößenregelung“
  - für die Master-Studiengänge: Elektrotechnik und Informationstechnik; Mechatronik; Biosystemtechnik; Wirtschaftsingenieurwesen Elektrotechnik und Informationstechnik
  - für den Bachelor-Studiengang: Systemtechnik und technische Kybernetik.

- Fakultät für Verfahrens- und Systemtechnik (in enger Verbindung zum Max-Planck-Institut Magdeburg, gegründet von Ernst Dieter Gilles): Vorlesung „Simulation und Steuerung/Regelung der biologischen Abwasserreinigung“ (gemeinsam mit Dr. Jens Alex gehalten)
  - für die Master-Studiengänge: Systemtechnik und Technische Kybernetik; Biosystemtechnik; Umwelt- und Energieprozesstechnik; Verfahrenstechnik;  Wirtschaftsingenieurwesen Verfahrenstechnik und Energietechnik.

## Mitgliedschaften und Ehrungen (Auswahl)
- CARISSMA – Forschungs- und Testzentrum (Center of Automotive Research on Integrated Safety Systems and Measurement Area) der Technischen Hochschule Ingolstadt: Mitglied des wissenschaftlichen Beirats seit 2010.
- Deutsche Forschungsgesellschaft für Automatisierung und Mikroelektronik e. V. – DFAM; U. Jumar und Th. Bangemann: Vertretung des ifak im Beirat
- Digitalradio Mitteldeutschland e. V., ifak Gründungsmitglied; Vertretung des ifak
- DWA Deutsche Vereinigung für Wasserwirtschaft, Abwasser und Abfall e. V.: Mitglied im Fachausschuss KA 13 „Automatisierung von Kläranlagen“, Sprecher der Arbeitsgruppe KA 13.2 „Prozessdaten“, Mitglied in den Arbeitsgruppen KA 13.4 „Automatisierung von einstufigen Belebungsanlagen“ und WI 5.4 „Cyber-Sicherheit“
- GFaI – Gesellschaft zur Förderung angewandter Informatik, Berlin: Vorstandsmitglied seit 2008.
- GMA: VDI/VDE-Gesellschaft Mess- und Automatisierungstechnik, langjähriges Beiratsmitglied
- IFAC: International Federation of Automatic Control: Chair des Technical Committee 3.3 “Telematics: Control via Communication networks”; Vice-Chair des Technical Committee 3.1 “Computers for Control”; Mitglied im Kernteam zur Vorbereitung des IFAC-Weltkongresses 2020 in Berlin
- IGZ – Innovations- und Gründerzentrum Magdeburg: Beiratsmitglied seit 2006.
- IHK – Verkehrsausschuss der IHK Magdeburg: Ausschussmitglied seit 2004.
- VDI – Verein Deutscher Ingenieure: langjähriges Mitglied im VDI und im Magdeburger Bezirksverein des VDI[8]
- VIU – Verband Innovativer Unternehmen: Vertretung des ifak als Mitglied des Verbandes
- Zeitschrift „at Automatisierungstechnik“: Mitglied des wissenschaftlichen Beirats seit 2008.
- ZUSE-Gemeinschaft: Vertretung des ifak als Gründungsmitglied der Deutschen Industrieforschungsgemeinschaft Konrad Zuse e. V. und seit 2015 Vorsitzender des Innovationsrates
- ZVEI – Zentralverband Elektrotechnik und Elektronikindustrie e. V.:  Vertretung des ifak als Gründungsmitglied der Forschungsgemeinschaft Automation
- 2001  Auszeichnung mit der Ehrenplakette des VDI durch die VDI/VDE-Gesellschaft Mess- und Automatisierungstechnik (GMA)
- 2022  Auszeichnung mit dem VDI-Ehrenzeichen[8]

## Veröffentlichungen (Auswahl)
- mit U. Korn: The Use of Quantitative Robustness Analysis for the Design of Multivariable Tuning Regulators. In: 10th IFAC-World Congress, July 26 - 31, 1987, Munich. vol. III, S. 251–256.
- mit U. Korn: PI-Mehrgrößenregler – praxisgerechter Entwurf, Robustheit, Anwendung. Oldenbourg Verlag, München; Wien 1991, ISBN 3-486-21720-8.
- mit J. Alex und U. Bitter: On-line-Simulation of Wastewater Treatment Plants. 14th World Congress of IFAC International Federation of Automatic Control, Beijing, P.R. China, 5.-9. July 1999, Vol. L, S. 133–138.
- mit J. Alex und R. Tschepetzki: Predictive Control of Nitrogen Removal in WWTPs Using Parsimonious Models. 15th IFAC World Congress. Barcelona, Spain, 21.–26. Juli 2002.
- mit O. Czogalla und R. Hoyer: Modelling and Simulation of Controlled Road Traffic. In: S. Engell, G. Frehse, E. Schnieder (Hrsg.): Modelling, Analysis and Design of Hybrid Systems. Springer Verlag, 2002.
- mit M. Schütze: Ganzheitliche Prozesssteuerung in der Abwassertechnik. VDI/VDE-GMA-Kongress 2003 „Automation und Information in Wirtschaft und Gesellschaft“, Baden-Baden, 3.–4. Juni 2003. In: VDI-Berichte 1756; VDI-Verlag, Düsseldorf 2003, S. 1003–1010, ISBN 3-18-091756-3.
- Automation in der Wasserwirtschaft – Herausforderungen für die Wasserversorgung und -entsorgung. atp kompakt Band 4 „Automation in der Wasserbranche – Projekte aus der Praxis“, Oldenbourg Industrieverlag, München  2010, ISBN 978-3-8356-3226-4.
- als Hrsg.: KOMMA 2011 (Elektronische Ressource) – Kommunikation in der Automation. 2. Jahreskolloquium Kommunikation in der Automation, 27.–28. September 2011. Magdeburg, Institut für Automation und Kommunikation e. V. 2011, ISBN 978-3-940961-58-7.
- mit A. Herrmann und U. Hempel: A Modular, Close-Meshed Traffic and Environmental Data Acquisition Network as Basis for Information Services. CESCIT 2012 - 1st IFAC Conference on Embedded Systems, Computational Intelligence and Telematics in Control, 3.–5. April 2012, Würzburg, IFAC, 2012, ISBN 978-1-62276-221-7.
- mit R. Ertlmeier, F. Mühlfeld, H. Faisst und T. Brandmeier: Verbesserung einer modellbasierten Überschlagserkennung mittels Schätzung relevanter Fahrzeugparameter. In: at – Automatisierungstechnik, München. 60(7), 2012, S. 417–425.
- mit D. Kürschner und C. Rathge: Design methodology for high efficient inductive power transfer systems with high coil positioning flexibility. In: IEEE Transactions On Industrial Electronics. 60(1), 2013, S. 372–381.
- mit G. Robleto, E. Godoy, M. Schütze und W. Halang:  Simulation und Steuerung der Wasserabgabe des Talsperrensystems des Flusses Rimac in Peru. In: WasserWirtschaft. 104(1-2), 2014, S. 62–65.
- mit Chr. Diedrich (Hrsg.): Entwurf komplexer Automatisierungssysteme – Beschreibungsmittel, Methoden, Werkzeuge und Anwendungen. 13. Fachtagung mit Tutorium, 14. bis 15. Mai 2014 in Magdeburg, Denkfabrik im Wissenschaftshafen / EKA 2014. Magdeburg, Institut für Automation und Kommunikation e. V. 2014, ISBN 978-3-944722-03-0.
- mit C. Hübner und Chr. Diedrich: Dezentrale Automatisierung der Verteilnetze. In: at – Automatisierungstechnik, München. 62(5), 2014, S. 337–346.
- mit G. Robleto, R. Henke und W. Halang: Integrierte Materialflussanalyse und Prozessmodellierung als Planungshilfe im Wasser- und Energiesektor. In: at – Automatisierungstechnik, München. 63(7), 2015, S. 518–534.
- mit T. Speth, I. Doric, H. Riedel und T. Brandmeier: Dynamic Position Calibration by Road Structure. IEEE ICVES 2015 – International Conference on Vehicular Electronics and Safety, 5.–7. November 2015, Yokohama, Japan, IEEE, 2015, ISBN 978-1-4673-9114-6.